# Lista episoadelor din Ben 10: Echipa extraterestră
| Premiera în România | Nume în Română                    |
| ------------------- | --------------------------------- |
| 18.04.2008          | Ben 10 se întoarce (Partea 1)     |
| 18.04.2008          | Ben 10 se întoarce (Partea 2)     |
| 26.04.2008          | Toată lumea vorbește despre vreme |
| 03.05.2008          | Scorul cel mare al lui Kevin      |
| 10.05.2008          | Tot ce strălucește                |
| 17.05.2008          | Max își face apariția             |
| 31.08.2008          | Presiunea de pe chei              |
| 07.06.2008          | Din ce sunt făcute fetițele       |
| 14.06.2008          | Mânușa de protecție               |
| 05.07.2008          | Paradox                           |
| 12.07.2008          | În ordinul cavalerilor            |
| 19.07.2008          | Ajutoarele instalatorilor         |
| 31.07.2008          | X=Ben+2                           |
| 10.10.2008          | Darkstar își face apariția        |
| 17.10.2008          | Singuri dar împreună              |
| 24.10.2008          | Copie bună, copie rea             |
| 07.11.2008          | Ultimul dans                      |
| 14.11.2008          | Sub acoperire                     |
| 21.11.2008          | Un animal de companie             |
| 23.11.2008          | Pedepsit                          |
| 05.12.2008          | În vid                            |
| 12.12.2008          | Omul din interior                 |
| 23.03.2009          | Oameni din aceeași categorie      |
| 24.03.2009          | Dezgropați                        |
| 27.03.2009          | Războiul lumilor (Partea 1)       |
| 27.03.2009          | Războiul lumilor (Partea 2)       |
| 11.09.2009          | Răzbunarea lui Vilgax (Partea 1)  |
| 11.09.2009          | Răzbunarea lui Vilgax (Partea 2)  |
| 18.09.2009          | Inferno                           |
| 25.09.2009          | Aur Murdar                        |
| 09.10.2009          | Simplu                            |
| 16.10.2009          | Nu ne temem de recuperatori       |
| 23.10.2009          | Cu o mână                         |
| 06.11.2009          | În cel mai rău caz                |
| 13.111.2009         | În calea farmecelor               |
| 20.11.2009          | Orașul fantomă                    |
| 04.12.2009          | Dublura                           |
| 11.12.2009          | Cutia cu surprize                 |
| 08.01.2010          | Furia lui Rath                    |
| 15.01.2010          | Primus                            |
| 22.01.2010          | Timpul vindecă orice rană         |
| 29.01.2010          | Secretul lui Chromastone          |
| 12.03.2010          | Mai presus, mai departe           |
| 19.03.2010          | Vendetta                          |
| 26.03.2010          | Bătălia finală (Partea 1)         |
| 26.03.2010          | Bătălia finală (Partea 2)         |